# Pedernales (province)
Pour les articles homonymes, voir Pedernales.
Pedernales est l'une des 32 provinces de la République dominicaine. 
Son chef-lieu porte le même nom : Pedernales. 
Cette province est limitée au nord par les provinces de Barahona et Independencia, à l'est et au sud par la mer des Caraïbes et à l'ouest par le fleuve Pedernales qui la sépare d'Haïti. 
La province de Pedernales comprend également l'île Beata.